# Herrenhaus Vogelsang

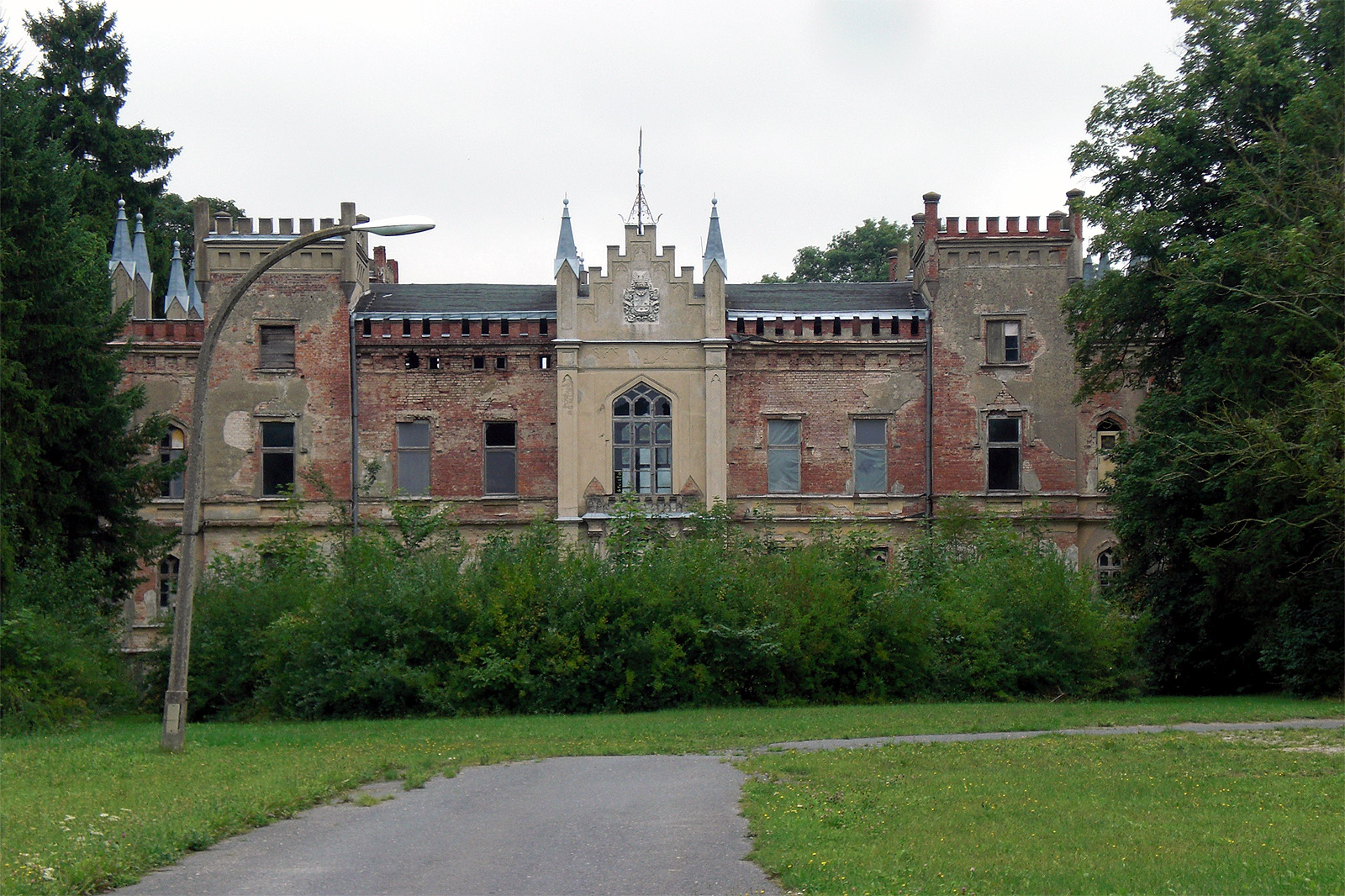
Herrenhaus Vogelsang, 2010

Das im tudorgotischen Stil errichtete Herrenhaus Vogelsang ist ein zweigeschossiges verputztes Backsteinhaus in der Gemeinde Lalendorf (Mecklenburg-Vorpommern), das im Wesentlichen aus der Bauzeit um das Jahr 1884 stammt. Das derzeit in Renovierung befindliche Haus verfügt über einen umlaufenden Zinnenkranz.

## Geschichte des Gutes Vogelsang

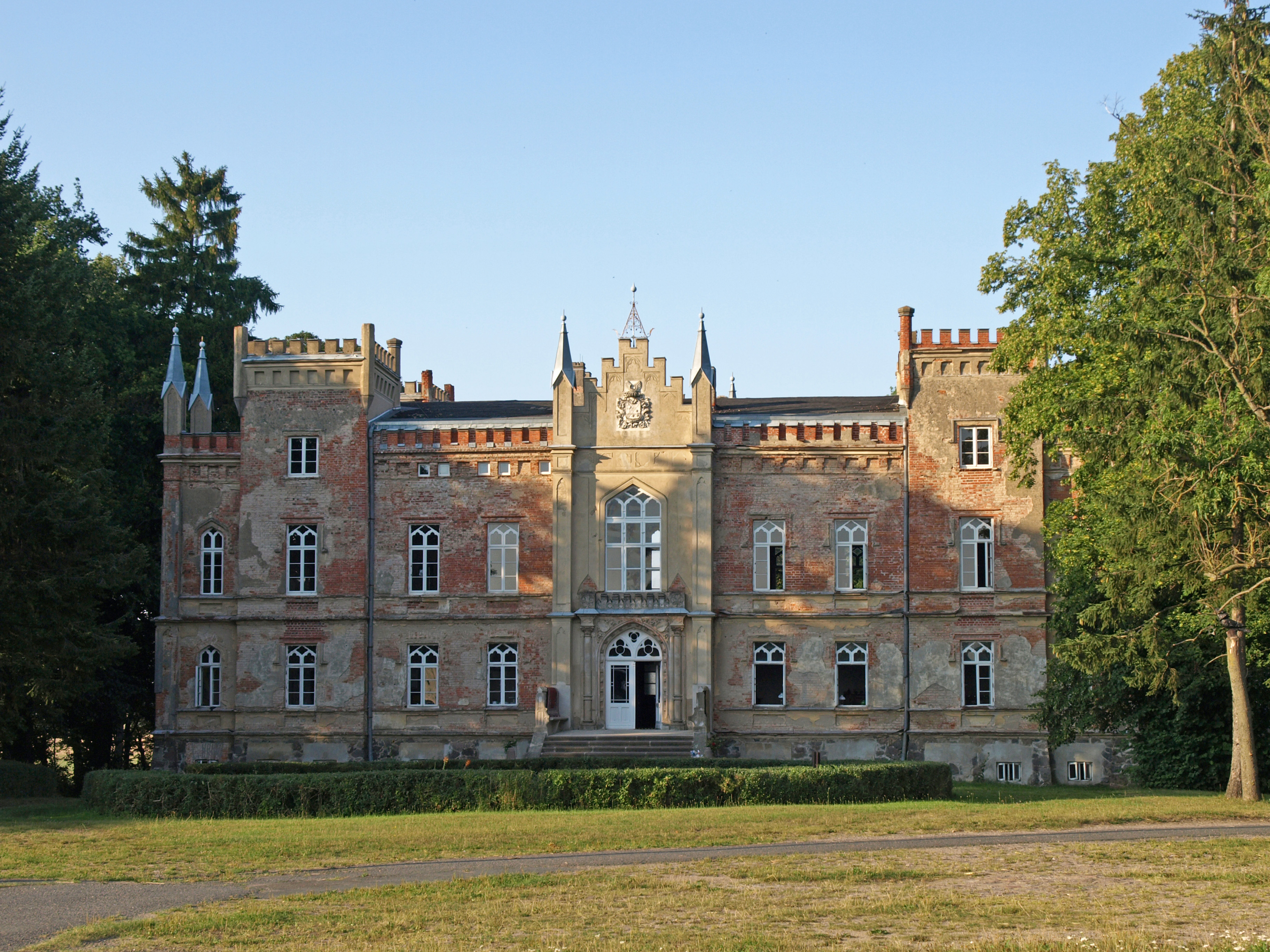
2015

Erstmals urkundlich erwähnt wurde Vogelsang im Jahr 1379, als der Fürst Lorenz von Werle den Brüdern von Wozenitz das Gut als Eigentum überließ. Die Rostocker Adelsfamilie von Wozenitz besaß das Gut für mehr als dreieinhalb Jahrhunderte, bis Vogelsang 1734 von der Adelsfamilie von Plessen übernommen und bis 1834 bewirtschaftet wurde; die Plessen legten auch das Dorf Vogelsang an. Anschließend wechselten im weiteren Verlauf des 19. Jahrhunderts die Eigentümer häufiger, so wurden die Familie Manecke,  A. L. C. Rudloff auf Frauenmark und die Familie Rudloff die nächsten Eigentümer. Hans Carl Peter Manecke, der das Gut 1836 erwarb, ließ bis 1840 das Herrenhaus im Tudorstil erbauen und einen Englischen Landschaftspark anlegen.
1880, spätestens 1884 mit dem Homagialeid, erwarb der Hamburger Kaufmann Julius Hüniken auf Kaarz das Gut. Hüniken ließ Park und Herrenhaus 1893 repräsentativ erneuern. Im Mittelrisalit des Herrenhauses brachte er das Wappen seiner Familie sowie das Kauf- und Erneuerungsjahr an. Des Weiteren wurde ein Familienfideikommiss zur Sicherung der Erbfolge gestiftet. Anfang des 20. Jahrhunderts umfasste das Allodialgut Vogelsang 572 ha Fläche, davon waren 57 ha Forsten. Damaliger Eigentümer war Georg Hüniken, als Pächter agierte Julius Hüniken. Den Hüniken gehörte Vogelsang bis zur Enteignung im Zuge der Bodenreform in Deutschland im Jahr 1945; anschließend wurde es Volkseigenes Gut. Das Herrenhaus befindet sich seit 2010 wieder in Privatbesitz. Im Jahr 2011 wurde eine Notsanierung des ruinösen Gebäudes begonnen, die im Frühling 2012 abgeschlossen wurde. Vom ursprünglichen Gutsensemble sind ferner noch ein Marstall aus dem Jahr 1897, ein Wasserturm, das Kutscherhaus sowie das Inspektorenhaus – neben weiteren Stallungen und Resten der ehemaligen Parkanlage – erhalten geblieben.

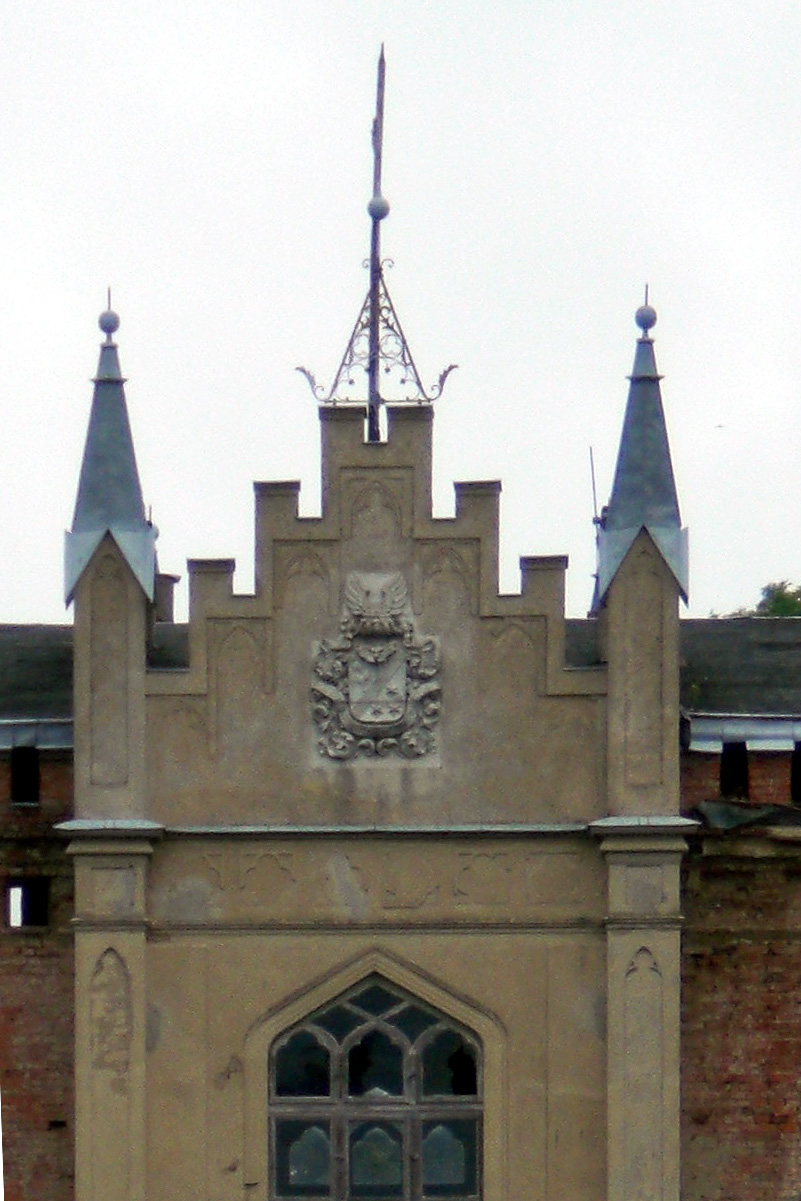
Mittelrisalit, mit Wappen der Hünicken
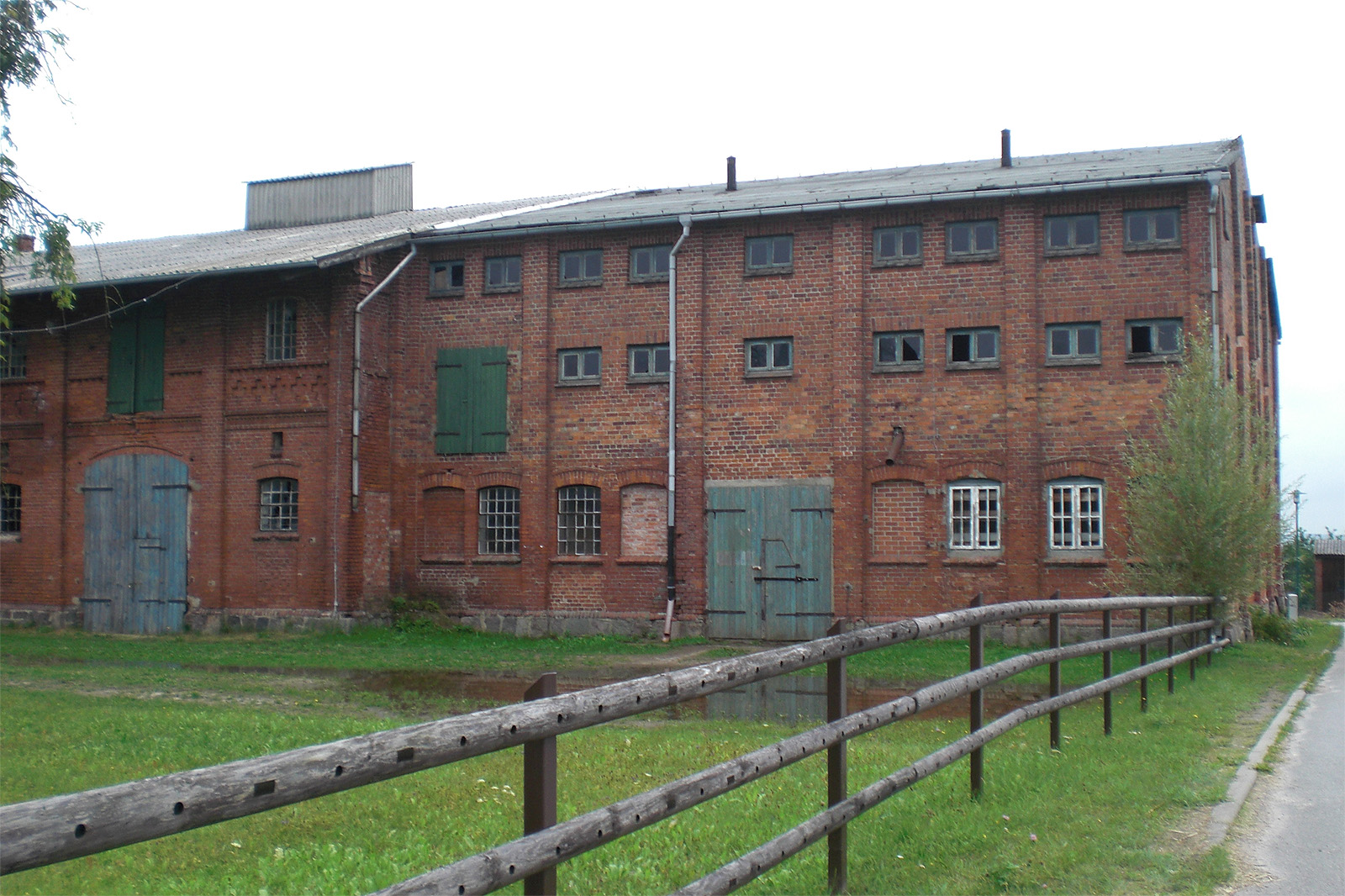
Wirtschaftsgebäude
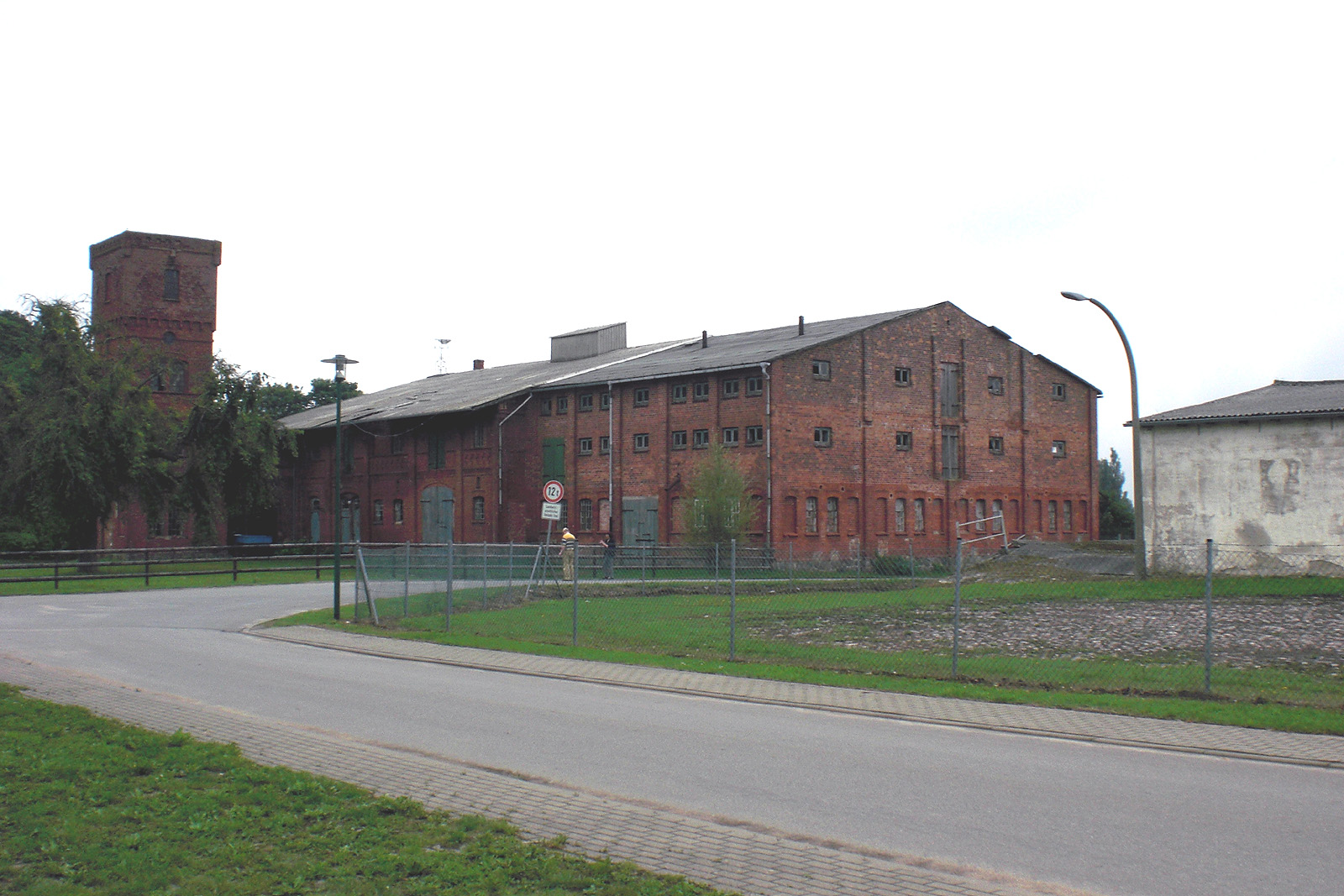
Wasserturm und Wirtschaftsgebäude
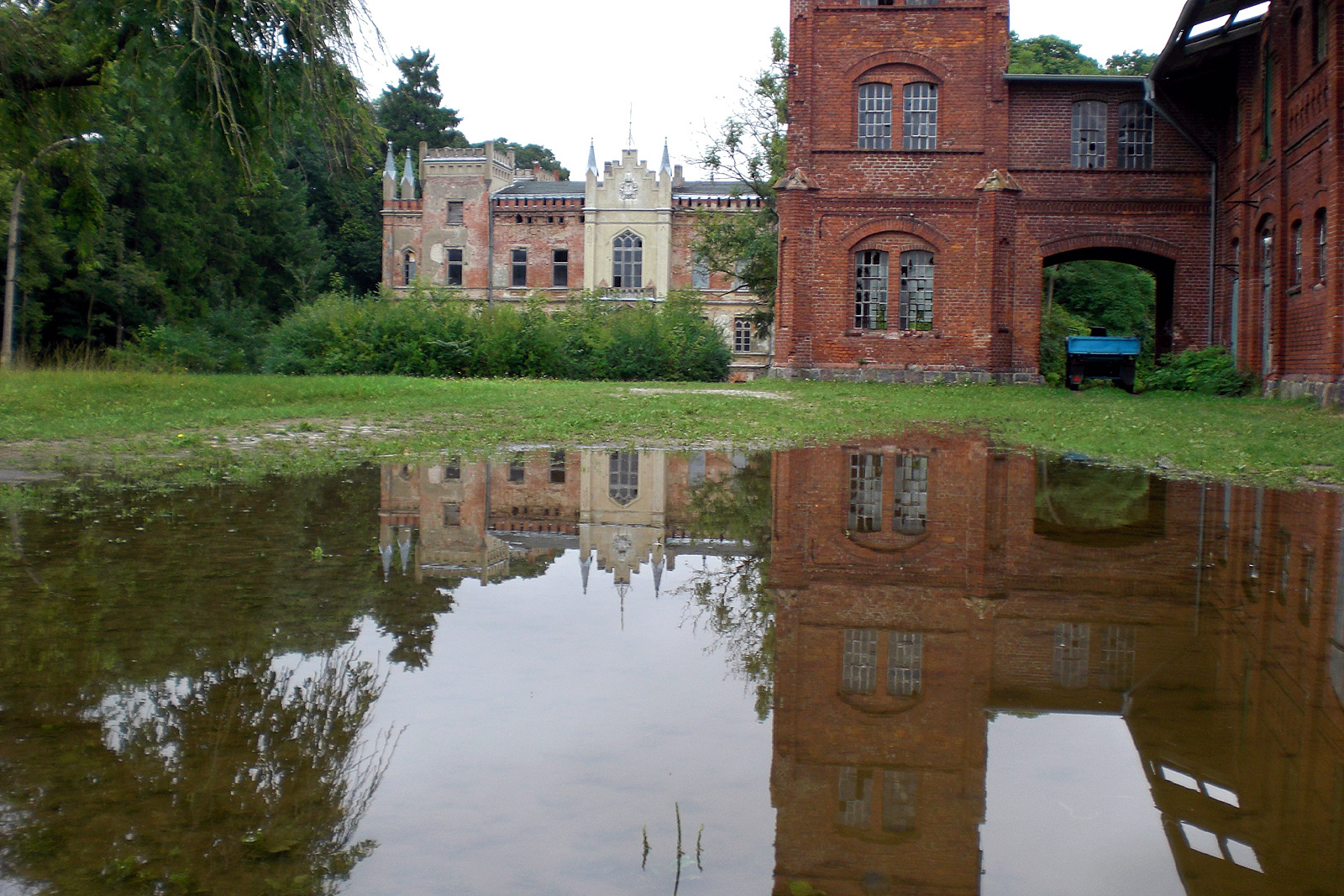
Gutsensemble mit Herrenhaus

### Besitzerfolge bis 2025
- Wozenitz (1379–1734)
- Plessen (1734–1838)
- Manecke (1838–1856)
- Rudloff (1856–1884)
- Hüniken (1884–1945)
- Uhde (2010– heute)